# Jongensbond Sint Rochus
De Jongensbond Sint-Rochus, ook gekend als De Witte Muur, was een Vlaamse jongerenorganisatie. De bond was een van de eerste groepen van de Chirojeugd Vlaanderen en werd opgericht door Antoon Aarts op 2 april 1934.

## Geschiedenis
Nadat Antoon Aarts overgeplaatst werd van Tienen naar de Sint-Rochus parochie in Deurne, stichtte hij als jonge priester op 2 april 1934 een nieuwe jeugdbeweging: "Jongensbond Sint-Rochus" en enkele maanden later de "Meisjesbond De Madeliefjes". In tegenstelling tot de patronaten waar de hervormingen slecht moeizaam werden doorgevoerd, werden deze jeugdbewegingen opgericht met invoering van vernieuwende stijlelementen, de Christus Koning-gedachte en de structuur volgens het latere Chiroconcept. Dit gebeurde nog voor het verschijnen van het artikel “Nieuw leven” in het tijdschrift "Het Katholiek Patronaat", wat algemeen beschouwd wordt als de start van de Chirojeugd. De Jongensbond nam een voortrekkersrol bij het ontstaan van de Chirojeugd. Opnieuw werd Aarts geconfronteerd met weerstand, vooral van kardinaal Jozef Cardijn, de oprichter van de KAJ. Hij beschouwde de nieuwe jeugdbeweging als een bedreiging voor de KAJ en kreeg hierbij steun van kardinaal Van Roey.
Op de eerste bijeenkomst van de Jongensbond waren er reeds 80 leden en na enkele maanden werd de groep onderverdeeld in twee afdelingen omwille van het stijgend ledenaantal. Naarmate het aantal aangesloten leden verder groeide, werden meerdere afdelingen toegevoegd. De bond had op zijn hoogtepunt meer dan 200 leden.
De Jongensbond was een buitenbeentje en volgde niet strikt de voorschriften van het Chiro-verbond. Ze hadden hun eigen identiteit waar ze erg aan vasthielden. De door Aarts ingevoerde symbolen en rituelen zorgden voor een eeuwige verbondenheid, zoals hun belijdenis het voorschrijft.
Toen in 1961 door een aantal leiders hervormingen werden doorgevoerd en de eigenheid en het uniform werden opgegeven, leidde dit tot een kortstondige tweestrijd tussen wit en bruin (het uniform van de Jongensbond tegenover het algemeen Chiro-uniform). De Jongensbond ging over naar Chirojeugd Sint-Rochus en werd later omgevormd tot Chiro Icarus.
De oud-leden hielden regelmatig bijeenkomsten. Op de reünie van 31 oktober 2015 waren ze nog met meer dan 100 aanwezigen.

## Het uniform
De Jongensbond wilde bij hun ontstaan een uniform invoeren met lichtblauw hemd en korte broek, maar vanuit het aartsbisdom werd het dragen van een uniform bij min 15-jarigen niet toegestaan. Er werd daarom afgesproken om allemaal een neutraal wit hemd te dragen met korte zwarte velours broek en Tiroler bretellen. Het witte hemd, dat nadien het uniform werd, leverde de groep tijdens de Chiromale en Meivaarten de legendarische naam "De Witte Muur" op. In de loop der jaren verdwenen de bretellen. Het uniform was ook de oorzaak voor een dispuut met de landsbondleiding die het bruine hemd met gele das voorschreef, een hemd dat door de jongensbond met een HJ-hemd werd vergeleken.

Jongensbond Sint-Rochus
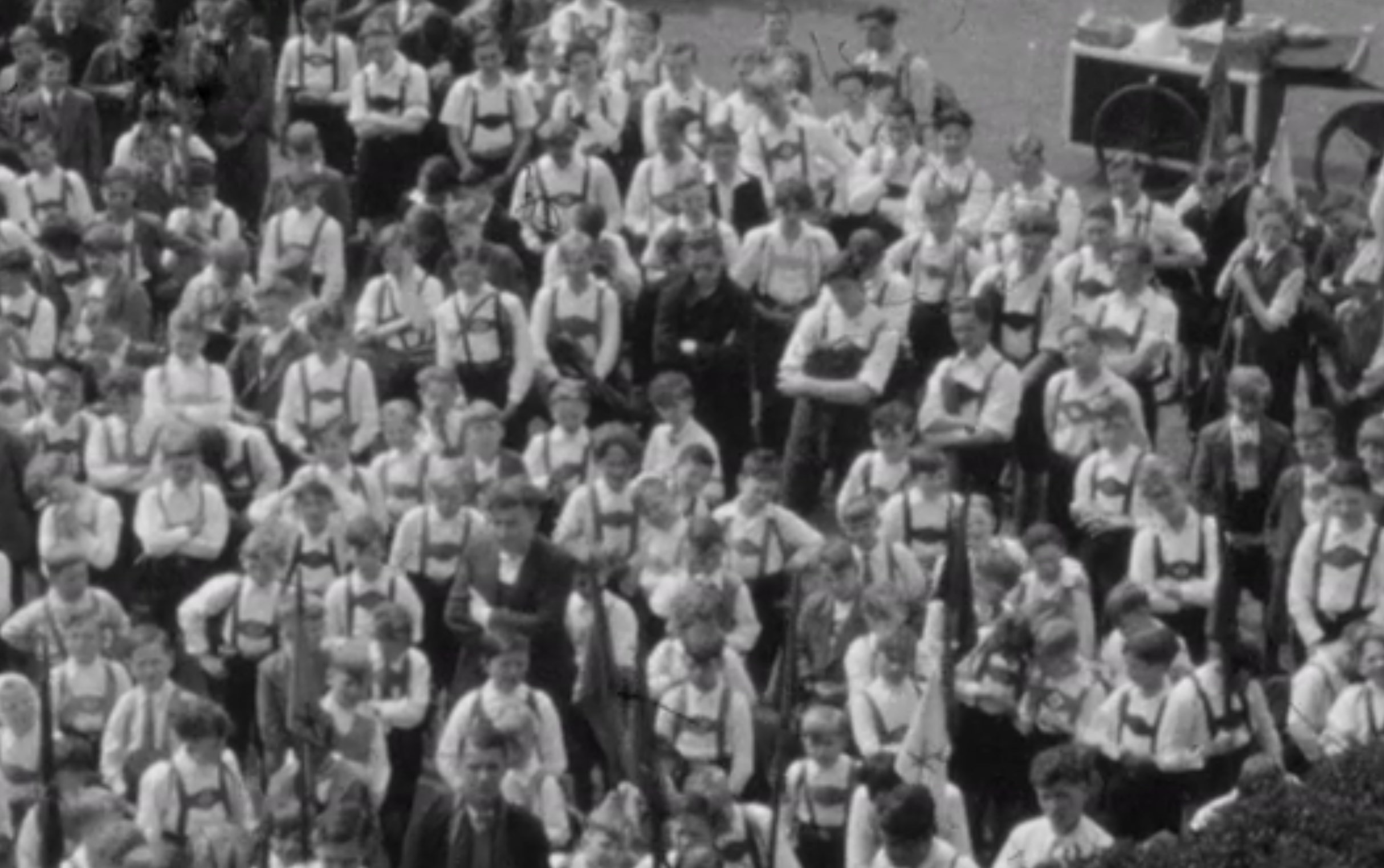
Meivaart, uniform met Tiroler bretellen (1937)
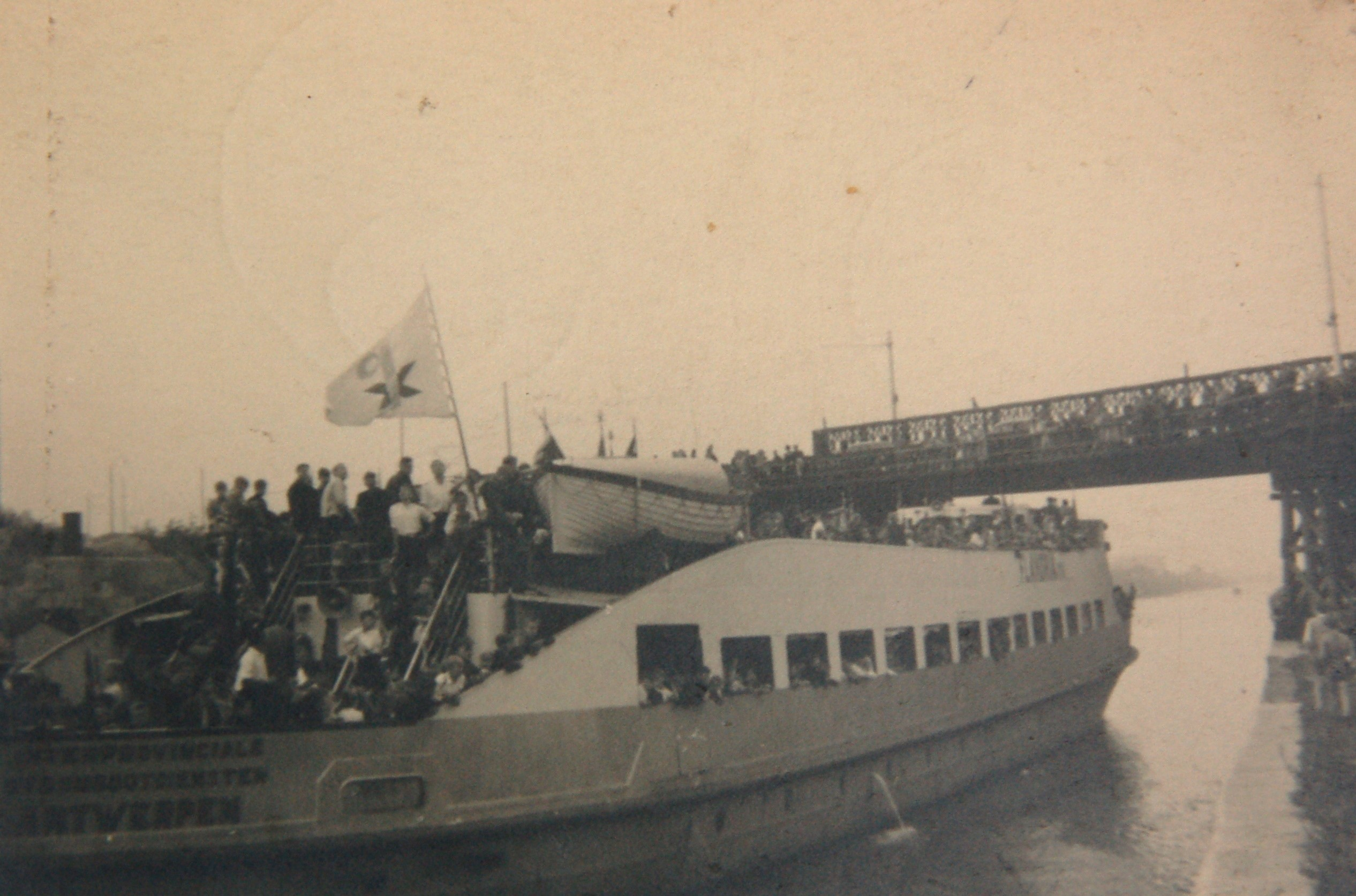
Op weg naar Chiromale Wijnegem (1951)
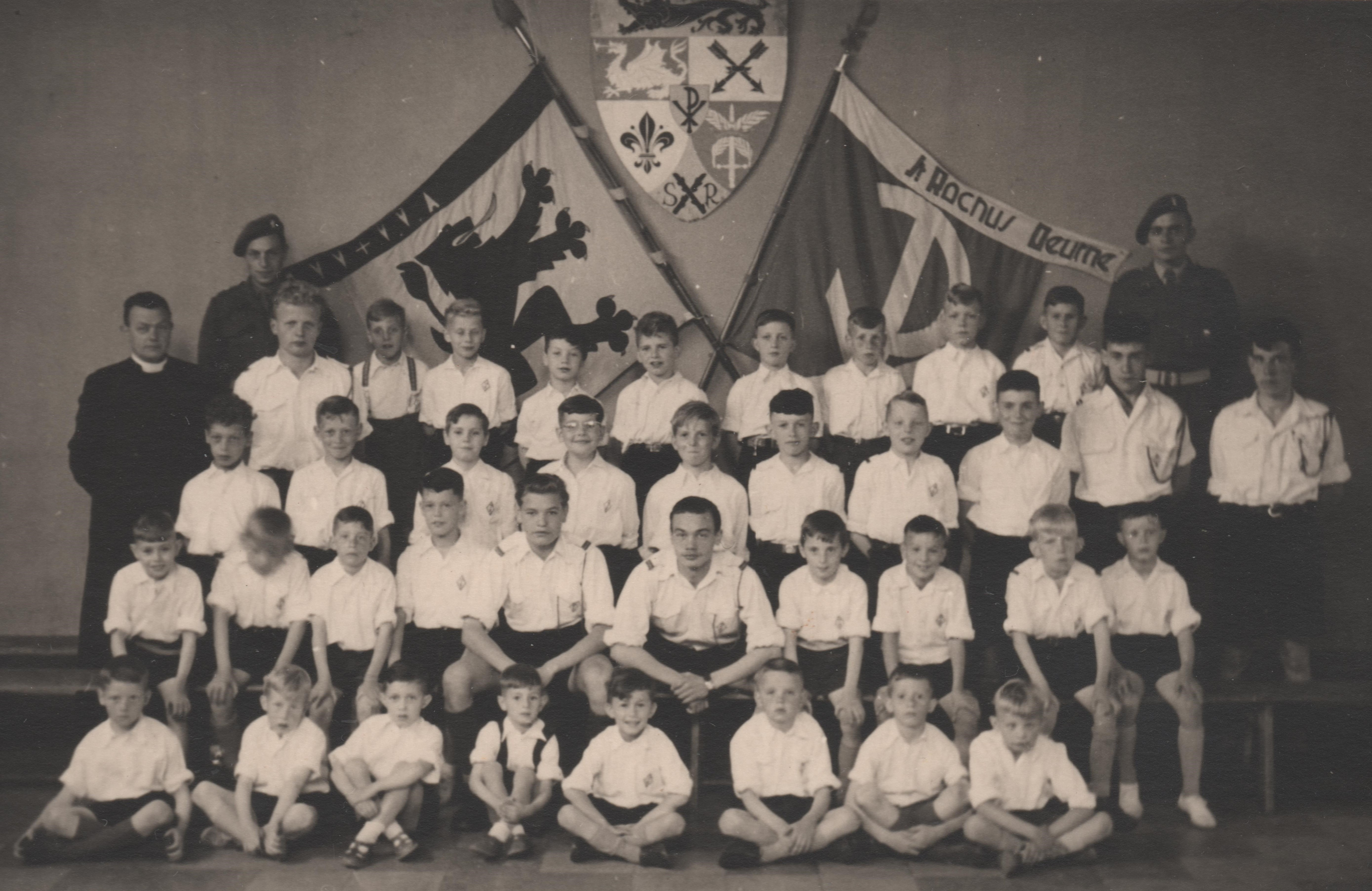
Knapen, leiders met militaire dienst (1952)
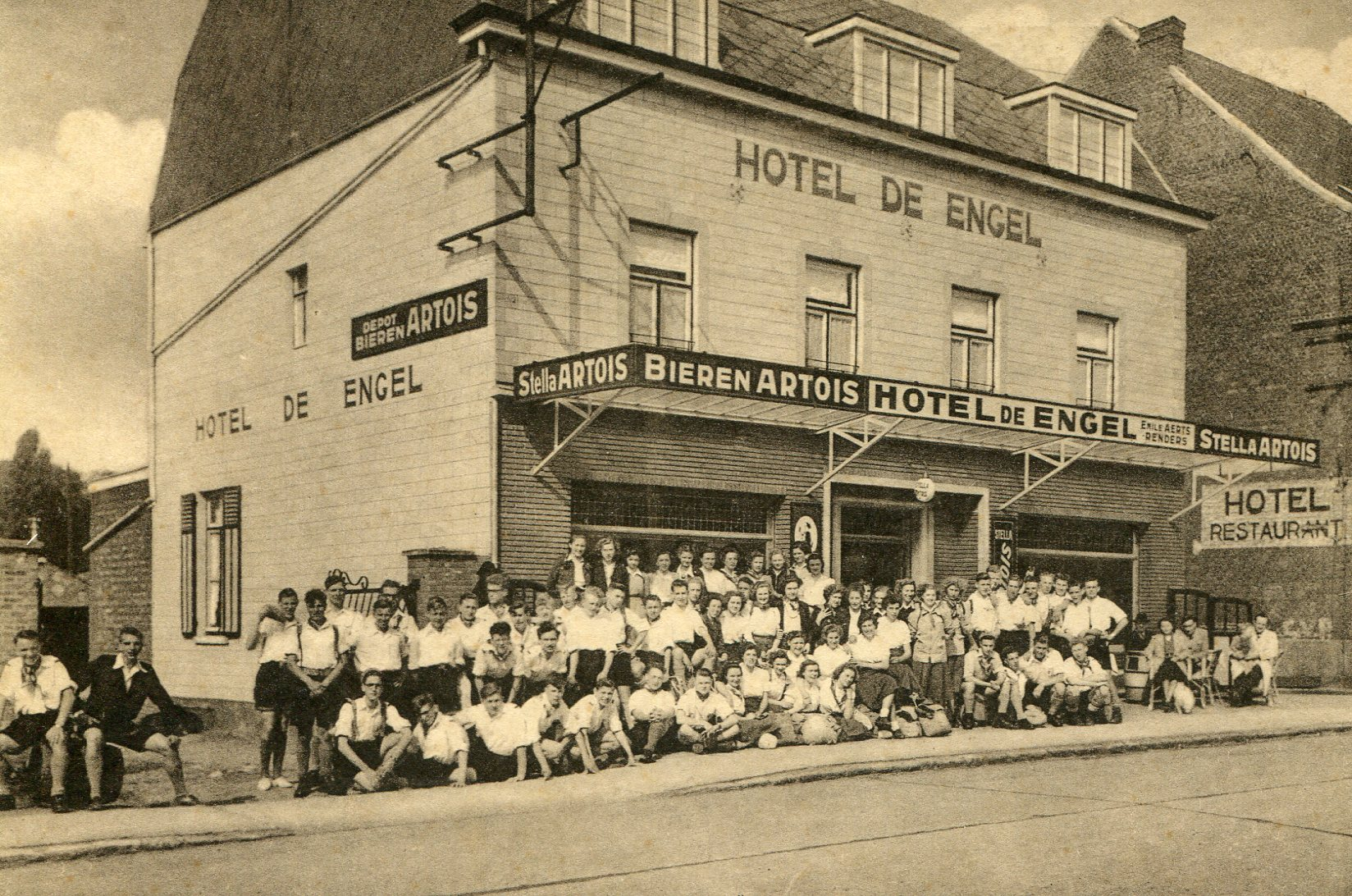
Overnachting Averbode (1949)
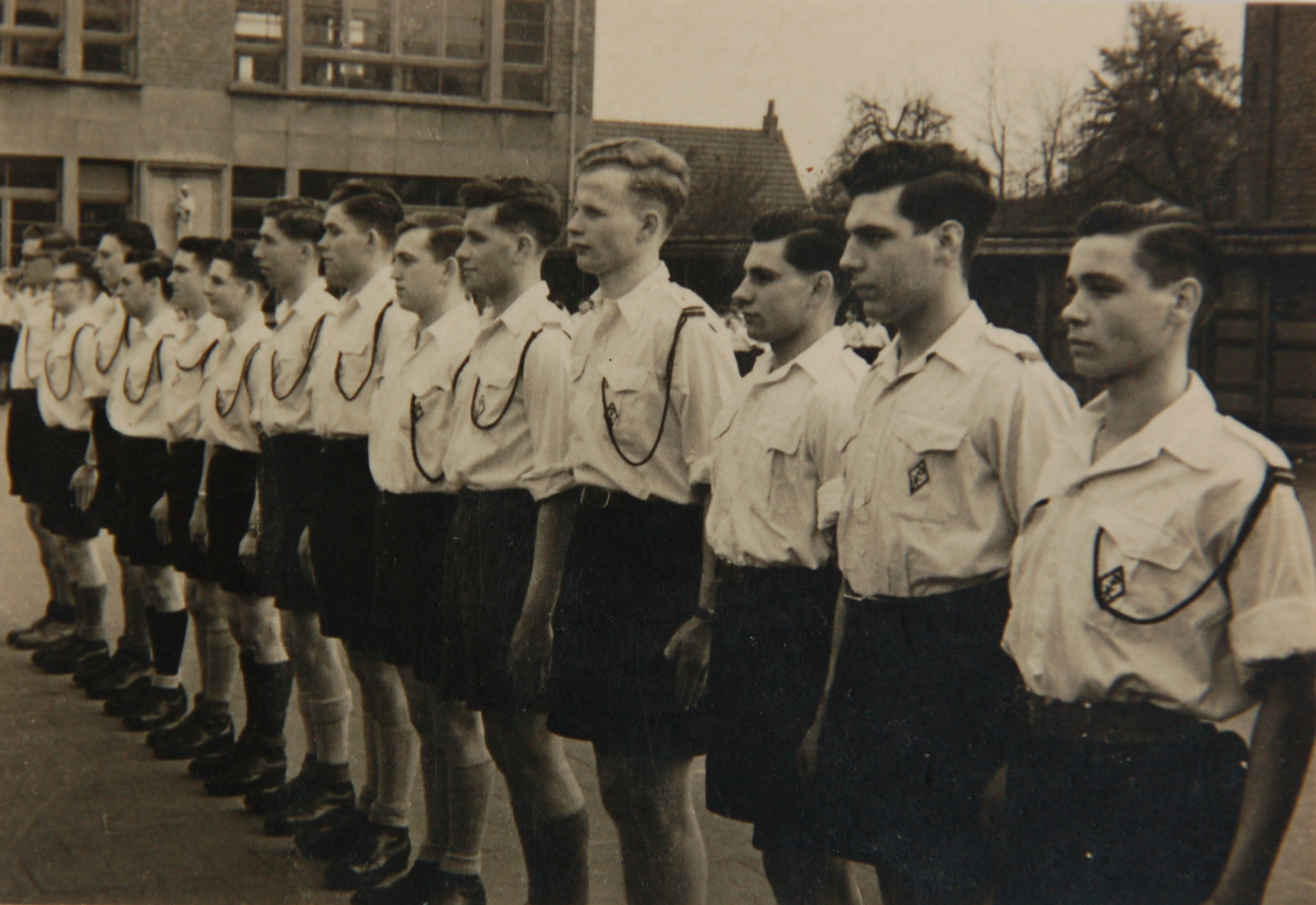
Formatie in wit uniform
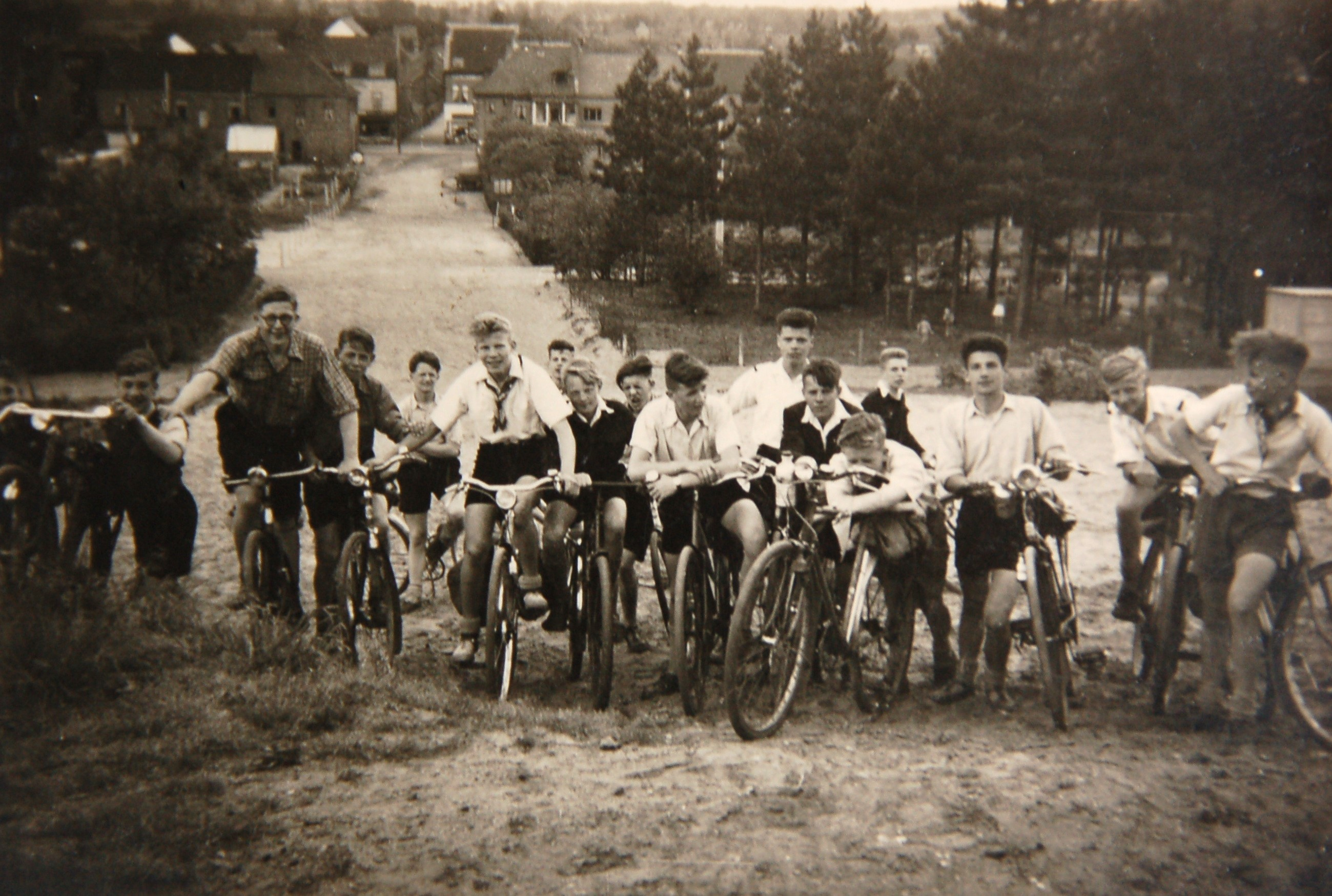
Kerels op fietstocht (1951)
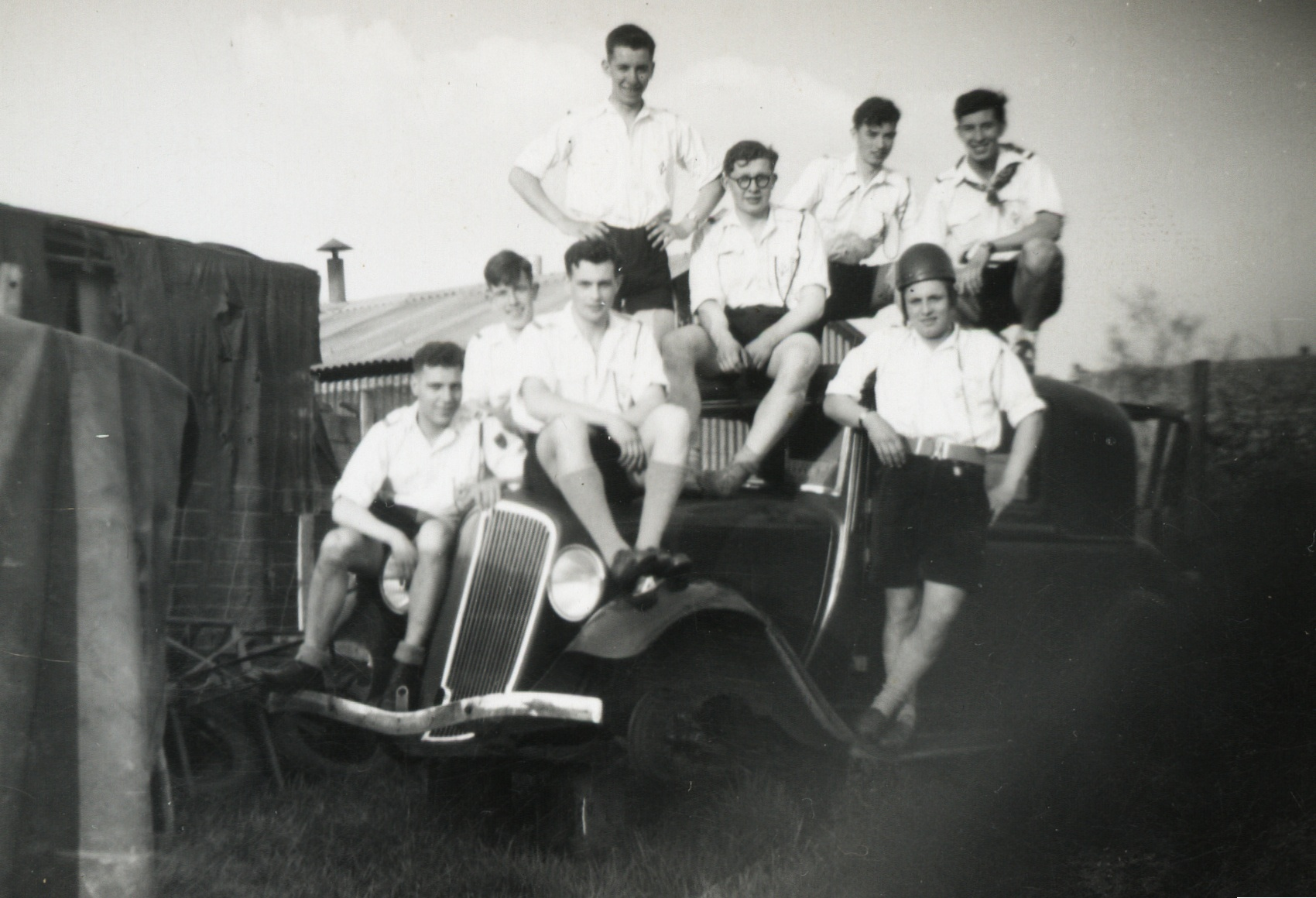
Kerels bij schroothandelaar (1952)
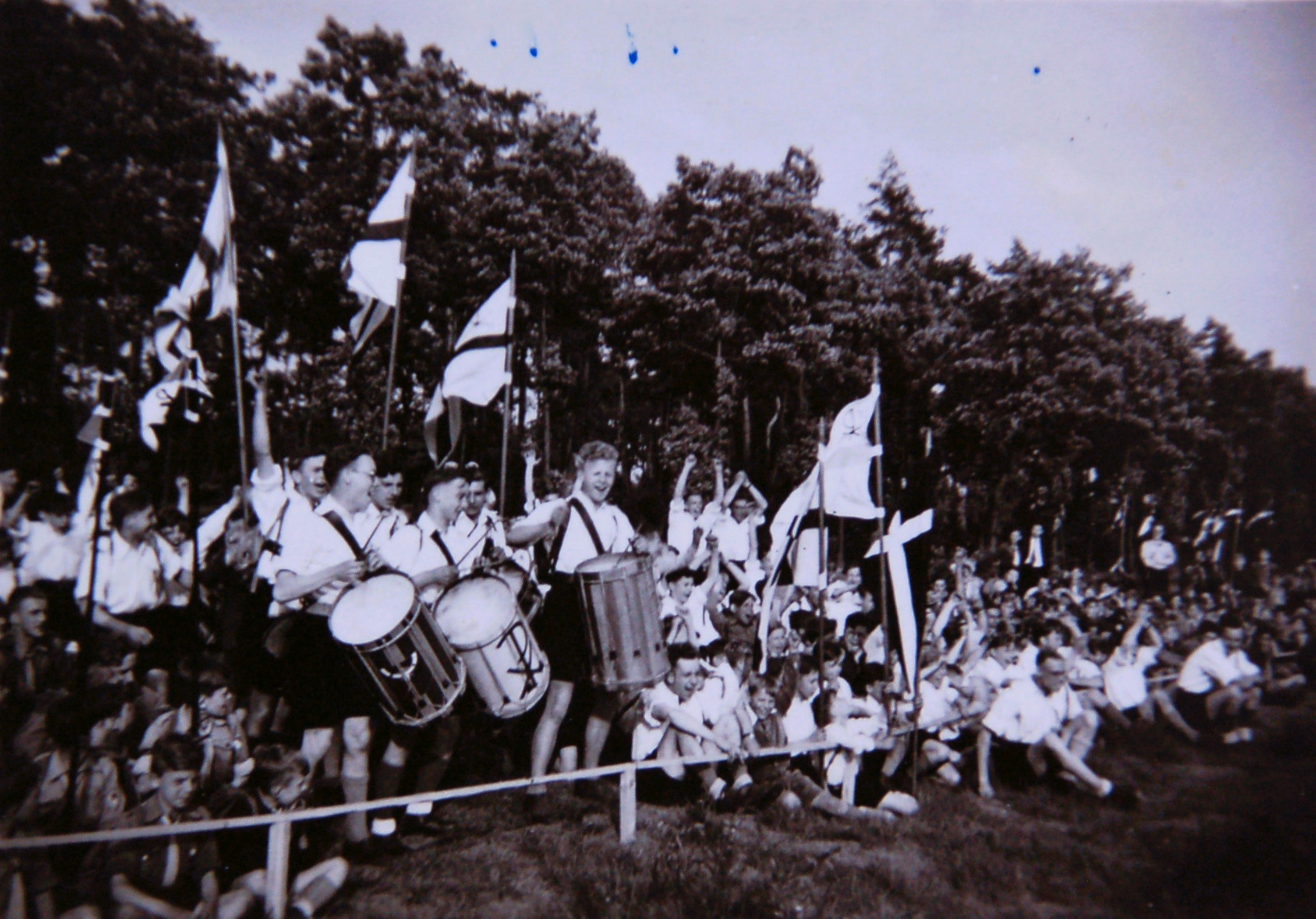
Meivaart (1949)

## Ontstaan Chirojeugd
Proost Antoon Aarts die nauwe banden had met Jos Cleymans, introduceerde de nieuwe groepswerking, de vormgeving en het thema van Christus-Koning. Zingend op tocht gaan, spelen in openlucht, kamperen en leiderschap door jongeren waren vernieuwende jeugdbewegingselementen. De Jongensbond was hierdoor een voorbeeld voor andere groepen en de uitbouw van de Chirojeugd.
Voorbeelden van dit pionierswerk:
- De vlaggengroet en andere rituelen, geïntroduceerd door Aarts en nagevolgd door Chiro.[10]
- De belijdenis die in 1941 werd overgenomen door de nationale Chirojeugd.[1]
- Het kerelsblad Trouw dat uitgroeide tot een gewestblad en later werd overgenomen door de landsbond.[7][3]
- Het Vlaamsch Filmke "Rik in't patronaat" uit 1936 ter promotie van de Chiro en gebaseerd op de Jongensbond gaf een aanzet voor de vernieuwing van andere groepen.[1][3]

## Leiding 1934-1961

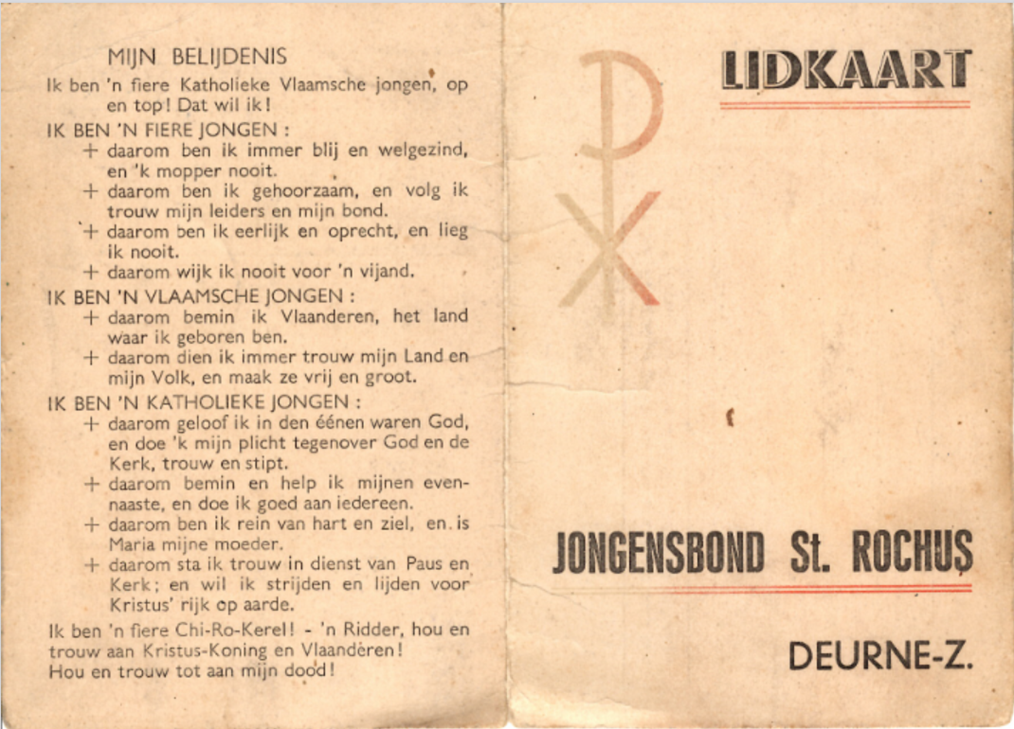
Lidkaart Jongensbond Sint-Rochus (1950)

### Hoofdleiders
- Emiel Cambré
- Bart Van Dijck
- Juul Verdonck
- Marcel Cools
- Jan Van Looveren
- Stan Van Looveren
- Casimir Jacobs
- Rene Jacobs
- Leo Desmarets

### Proosten
- Antoon Aarts
- Jaap Tol
- André De Sutter

## Afdelingen
- 1934: één enkele afdeling; de Jongensbond
- 1934 (enkele maanden later): Jongens en Kerels
- 1937: drie afdelingen: Knapen, Jongens en Kerels
- 1942: vier afdelingen: Knapen, Jongens, Recken en Kerels
- 1954: vijf afdelingen: Jongknapen, Knapen, Jongens, Recken en Kerels

## Tijdschriften
- 1934 Harop: bondsblad
- 1936 Trouw: bondsblad

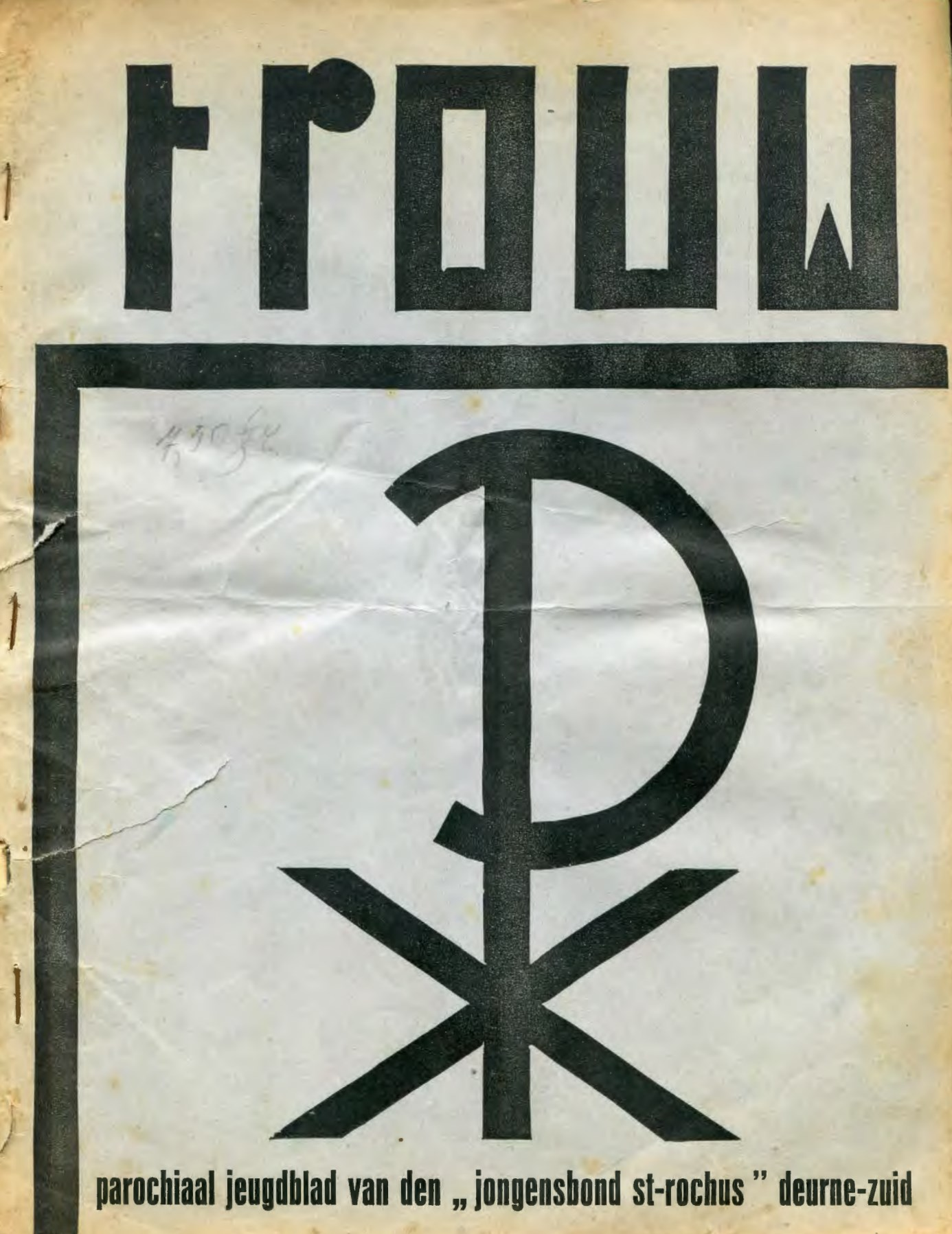
Trouw (1936)

- 1946 De Waarheid: afdelingsblad voor Kerels
- 1948 Brigand: afdelingsblad voor Recken
- 1951 De Kerel: afdelingsblad voor Kerels
- 1951 Verover en vecht: afdelingsblad voor Knapen
- 1951 Het Pennoen: afdelingsblad voor Jongens
- 1958 De Witte Muur: bondsblad
- 1960 't Neuske: afdelingsblad voor Jongens

## Bekende oud-leden
- Ivo Bakelants
- Paul Geerts
- Leopold Vermeiren
- Rik Jansseune
- Herman Deridder